# Montcombroux-les-Mines
Montcombroux-les-Mines é uma comuna francesa na região administrativa de Auvérnia-Ródano-Alpes, no departamento Allier. Estende-se por uma área de 23,11 km². Em 2010 a comuna tinha 307 habitantes (densidade: 13,3 hab./km²).